# 豊泉志織
豊泉 志織（とよいずみ しおり、1996年〈平成8年〉5月20日 - ）は、日本の女優、声優、アイドル。埼玉県出身。スターダストプロモーション所属。女性アイドルユニット「アイオケ（旧名：キャンディボイス）」のメンバー。

## 人物
身長160cm。
趣味は韓国ドラマ・映画鑑賞。特技はピアノ、バスケットボール。
英語検定2級、乗馬ライセンス5級の資格を持つ。

## 出演作品

### テレビドラマ
- イタズラなKiss〜Love in TOKYO 第1話、第4話（2013年、フジテレビTWO） - 生徒[1]
- 烈車戦隊トッキュウジャー 第16駅（2014年、テレビ朝日） - アオイ[1]
- 土曜時代ドラマ / ぬけまいる〜女三人伊勢参り 第1話、第6話（2016年、NHK） - しおり[1]
- ラジエーションハウス〜放射線科の診断レポート〜 第4話（2019年、フジテレビ） - 美紀[1]
- 木曜ドラマF / チート〜詐欺師の皆さん、ご注意ください〜 第1話（2019年、ytv・日本テレビ） - 五十嵐杏奈[1]
- 教場（2020年、フジテレビ） - 竹内志乃[1]
- 木曜劇場 / アライブ がん専門医のカルテ 第8話（2020年、フジテレビ）
- 相棒 season21 第4話（2022年、テレビ朝日） - 西村由季[1]
- 飯を喰らひて華と告ぐ 第1話（2024年7月9日、MXテレビ） - OL 役

### テレビ番組
- 全力坂（テレビ朝日）
- エンプラ!!（TOKYO MX、KBS京都、BS11）
- スパルタンMX（2014年、TOKYO MX）
- BSジャパン オープニング・クロージングVTR（2016年）
- 痛快TV スカッとジャパン 再現ドラマ（2022年、フジテレビ）
- 町中華で飲ろうぜ オープニングVTR（2024年、BS-TBS）[2]

### テレビアニメ
- うわばきクック（2015年、ytv・TOKYO MX） - 蝶々

### 映画
- 東放学園映画専門学校 映画制作科卒業制作「私の青へ」（2013年）
- ハロウィンナイトメア2（2015年） - 木嶋晴香[1]
- 「超」怖い話（2016年） - 秋菜[1]
- NHK BS4K・NHK BS8K 「こっち すごいよ。3」（2020 - 2021年）
- 劇場版 ほんとうにあった怖い話〜事故物件芸人2〜（2021年）

### 配信ドラマ
- きょうも片想い（2019年、WATCHY） - 菊井美香[1]

### 舞台
- 少女歌劇譚「遥かなるミドルガルズ」（2013年）
- 少女人形舞台「幻奏の宴Vol.13〜夏の終わりのカーニバル」（2013年）
- 0LIMIT 第3回公演 「期期期麟」（2015年）
- HYBRID PROJECT
  - vol.13「Nouvell Vague」（2015年）
  - Vol.15 RANPO chronicle 「冥府の箱」（2017年）
- 劇団†勇壮淑女vol.8「イマカノ」（2015年）
- 悪い女はよく眠る（2016年）
  - 続・悪い女はよく眠る（2017年）
- 笑う巨塔（2018年）

### ラジオ
- オールナイトニッポンR（2018年、ニッポン放送）

### DVD
- 怖譚 -コワタン- 「異界からの招待状」（2013年）
- ドーリィ♪カノン（2013年 - 2014年）
- ほんとうにあった怖い話 第二十八夜 第1話（2014年） - 仁村友恵 ※主演[1]

### CD
- 「誰よりもデビュー」（2014年、VAP）※キャンディボイスのメンバーとして

### 広告
- ソフトバンク 白戸家 「ギガどーん篇」（2016年）
- モスバーガー
  - 「ご当地 創作バーガー決戦! 第2弾 埼玉VS長崎篇 」（2017年）
  - 「モスワイワイセット 家族でワイワイ篇」（2017年 - 2018年）
- 伊藤園 お〜いお茶  「鮮度たっぷりな秋篇」（2018年）
- ホンダカーズ 東海地方・北陸地方（2020年）
- ジョンソン・エンド・ジョンソン リステリン（2021年 - 2022年）

### スチール
- ベネッセコーポレーション 「高1マナビジョン」（2013年3月号）
- 二松學舍大学附属高等学校 学校案内ポスター（2013年）
- KADOKAWA 魔法のiらんど（2014年 - 2016年） - スチール
- 中部電力 カテエネ コネクト（2018年 - 2022年）

### WEB
- バスケットLIVE 「B.WEEK!!」（2016年） - レポーター
- 知っ得サイエンス（2017年 - 2018年、YouTube） - 5代目アシスタント